# Guus Kuijer
Guus Kuijer (Amsterdam, 1 augustus 1942) is een Nederlandse auteur. In 2020 kreeg Kuijer voor zijn complete oeuvre de prestigieuze Constantijn Huygens-prijs. Vier van zijn boeken werden bekroond met een Gouden Griffel. 

## Levensloop
Nadat Kuijer een keer was blijven zitten op een basisschool, en een keer op het lyceum, werd hij naar een internaat in Zutphen gestuurd. Dit was voor hem de ergste tijd van zijn leven. Na het internaat volgde hij in Doetinchem een opleiding tot onderwijzer. Van 1967 tot 1973 was Kuijer onderwijzer in Didam.
Vanaf 1973 richtte Kuijer zich helemaal op het schrijven van boeken. In eerste instantie schreef hij boeken voor volwassenen. Hij debuteerde in 1971 met Rose, met vrome wimpers. In 1975 verscheen zijn eerste kinderboek: Met de poppen gooien. Hij schreef dit boek voor Madelief, een dochtertje van vrienden. De hoofdpersoon uit het boek is naar haar vernoemd. Het boek werd meteen een succes en leverde hem zijn eerste Gouden Griffel op. In totaal heeft Guus Kuijer vijf Madelief-boeken geschreven. In 2001 schreef Guus Kuijer het kinderboekenweekgeschenk, Ik ben Polleke hoor!.
Kuijers boeken slaan evenals die van Annie M.G. Schmidt een nieuwe richting in. Ze zijn minder 'braaf' dan de kinderliteratuur die tot dan toe verscheen. Kuijer schuwde een aantal zaken niet, die tot dan toe in de kinderliteratuur als taboe werden beschouwd, zoals brutaliteit tegenover volwassenen, verkapte verwijzingen naar tienerzwangerschap en seksualiteit, orwelliaanse uitdrukkingen en verwijzingen naar foltering, en rokende kinderen. Om deze redenen waren uitgevers er aanvankelijk huiverig voor om zijn vertaalde werk uit te geven.
De Madelief-serie werd begin jaren negentig bewerkt tot een televisieserie en later ook tot een speelfilm, Madelief, krassen in het tafelblad, door Ineke Houtman.
Kuijer won tweemaal de Duitse Jeugdliteratuurprijs: in 1982 voor Krassen in het tafelblad en in 2002 voor het eerste boek over Polleke, Voor altijd samen, amen. In 2012 werd hem, als eerste Nederlander, de Astrid Lindgren Memorial Award (ALMA) toegekend.
In datzelfde jaar verscheen ook het eerste deel van De Bijbel voor ongelovigen. In deze reeks vertelt Kuijer de verhalen uit de Bijbel op geheel eigen wijze na, omdat ze tot 'de oerverhalen van de mensheid' behoren. Hij hoopt hiermee zijn fascinatie voor deze verhalen over te brengen op mensen die de Bijbel als literatuur willen lezen. In 2015 verscheen het vierde deel en tot dan toe waren er in totaal ruim 45.000 exemplaren van verkocht.

## Onderscheidingen

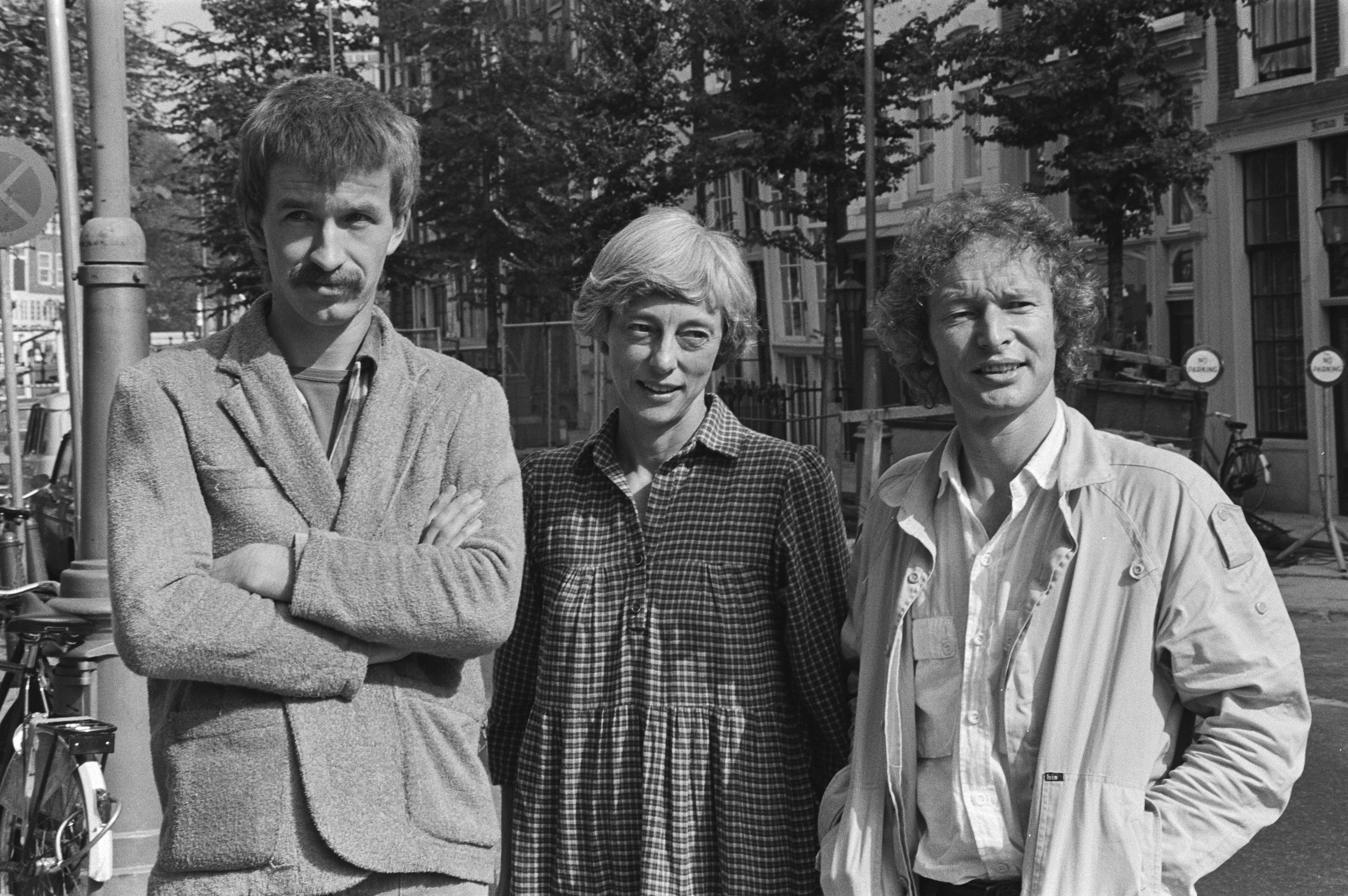
Guus Kuijer won in 1979 de Gouden Griffel. Hier samen met Tom Eyzenbach en Virginia Allen Jensen die respectievelijk het Gouden Penseel en de Boeken Sleutel wonnen

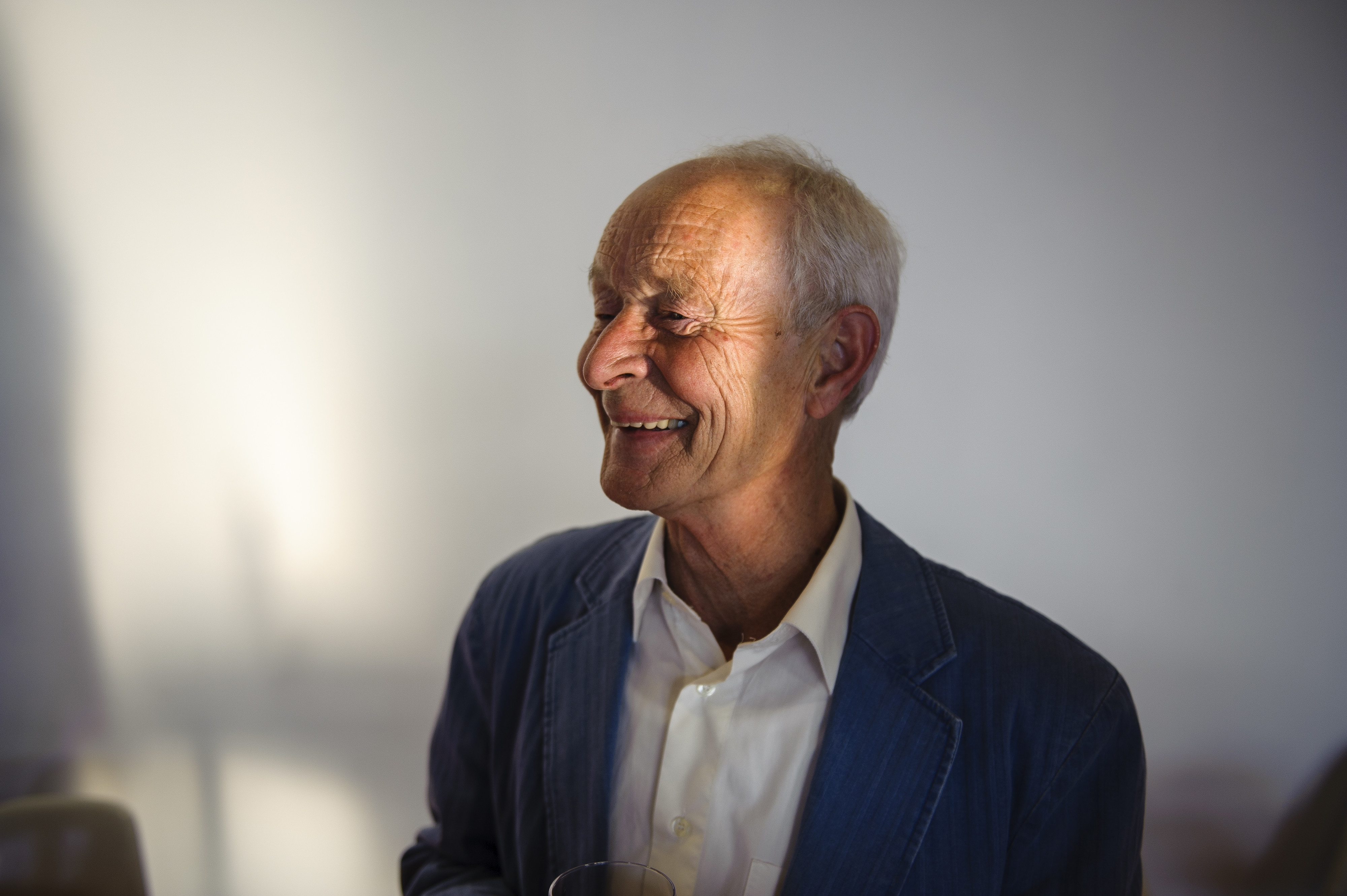
Guus Kuijer tijdens de prijsuitreiking van de Astrid Lindgren Memorial Award 2012

- 1976 – Gouden Griffel voor Met de poppen gooien
- 1977 – Zilveren Griffel voor Grote mensen, daar kun je beter soep van koken
- 1979 – Staatsprijs voor kinder- en jeugdliteratuur
- 1979 – Gouden Griffel voor Krassen in het tafelblad
- 1982 – Duitse Jeugdliteratuurprijs voor Krassen in het tafelblad
- 1984 – Zilveren Griffel voor Eend voor eend
- 1988 – Zilveren Griffel voor Tin Toeval en de kunst van het verdwalen / Tin Toeval en het geheim van tweebeenseiland
- 2000 – Gouden Griffel voor Voor altijd samen, amen
- 2000 – Jonge Gouden Uil voor Voor altijd samen, amen
- 2002 – Zilveren Griffel voor Met de wind mee naar de zee
- 2002 – Duitse Jeugdliteratuurprijs voor Voor altijd samen, amen
- 2003 – Woutertje Pieterseprijs voor Ik ben Polleke hoor!
- 2005 – Gouden Griffel voor Het boek van alle dingen
- 2005 – Gouden Uil (jeugdliteratuurprijs) voor Het boek van alle dingen
- 2007 – E. du Perronprijs voor Hoe een klein rotgodje god vermoordde (2006) en Het doden van een mens (2007)
- 2007 – Zilveren Griffel voor Het boek van alle dingen
- 2012 – Astrid Lindgren Memorial Award
- 2020 - Constantijn Huygens-prijs

## Trivia
- In 2021 was Kuijer lijstduwer voor de Partij voor de Dieren. Voor de Tweede Kamerverkiezingen van 2021 stond hij op plek 46.